# Solignac-sur-Loire
Solignac-sur-Loire település Franciaországban, Haute-Loire megyében. Lakosainak száma 1286 fő (2022. január 1.). Solignac-sur-Loire Le Brignon, Cayres, Chadron, Cussac-sur-Loire és Saint-Christophe-sur-Dolaizon községekkel határos.

## Népesség
A település népessége az elmúlt években az alábbi módon változott:
| Lakosok száma | 793  | 937  | 1029 | 1159 | 1239 | 1260 | 1270 | 1272 | 1274 | 1286 |
|               | 1968 | 1982 | 1990 | 2006 | 2013 | 2015 | 2017 | 2019 | 2020 | 2022 |